# Direcció Nacional de l’Alfabetització Funcional i de la Lingüística Aplicada
La Direcció Nacional de l'Alfabetització Funcional i de la Lingüística Aplicada (DNAFLA) és una institució de Mali creada per la llei número 86 el 24 de juliol de 1986. La seva funció és la promoció de l'alfabetització en les llengües de Mali i facilitar eines de desenvolupament. Això ha permès la producció d'abecedaris, diccionaris, lèxics i manuals de formació de les diferents llengües del país. Entre altres, ha establert una versió estandarditzada de l'alfabet amazic llatí.

## Edicions
- Guide de transcription du Tamasheq (1986)
- Lexique Tamasheq-Français (1986)
- Lexique Dogon-Français (1986)